# Tygeslund
Thygeslund er oprettet af H.C. Lund til Dalsgaard i 1847-1848 som en parcelgård til denne. Gården ligger i Vive Sogn, Hindsted Herred, i det tidligere Ålborg Amt, Mariagerfjord Kommune. Hovedbygningen, der er fredet er opført i 1847 og ligger ud til Mariager Fjord i sydenden af Tygeslund Skov, lige syd for Hadsund
Thygeslund Gods er på 117 hektar.

## Ejere af Thygeslund
- (1847-1853) C. H. D. Lund
- (1853-1866) Sigismund Wolf Veit de Mylius
- (1866-1867) Müller
- (1867-1869) Sigismund Wolf Veit de Mylius
- (1869-1870) Kassel
- (1870-1881) Benzon
- (1881-1899) Niels Svanholm
- (1899-1901) Knud Dahl
- (1901-1902) Th. Hollesen
- (1902-1919) Helge Svendsen Spanding
- (1919-1927) Frederik Castenskiold-Benzon
- (1927-1950) Ove Høegh-Guldberg
- (1950-1952) Paula Jacobsen gift Høegh-Guldberg
- (1952-1985) Bertel Høegh-Guldberg (søn)
- (1985-2014) Ove Høegh-Guldberg (søn)
- (2014-nu) Morten Ove Høegh-Guldberg (søn)